# Línea 671 (Interurbanos Madrid)
La línea 671 de la red de autobuses interurbanos de Madrid une el intercambiador de Moncloa (Madrid) con Moralzarzal.

## Características
Esta línea une la capital con Collado Villalba y Moralzarzal. Es la línea principal que conecta el pueblo con Madrid.
Circula por el carril Bus-VAO de la A-6 mientras esté abierto.
Siguiendo la numeración de líneas del CRTM, las líneas que circulan por el corredor 6 son aquellas que dan servicio a los municipios situados en torno a la A-6 y comienzan con un 6. Aquellas numeradas dentro de la decena 670 corresponden a aquellas que circulan por Moralzarzal.
La línea mantiene los mismos horarios todo el año (exceptuando las vísperas de festivo y festivos de Navidad).
Está operada por la empresa Francisco Larrea mediante la concesión administrativa VCM-606 - Madrid – Moralzarzal – El Boalo (Viajeros Comunidad de Madrid) del Consorcio Regional de Transportes de Madrid.
1. ↑  «Inter-urbanos – Francisco Larrea». Consultado el 8 de septiembre de 2024.

## Recorrido y paradas

### Sentido Moralzarzal
| Código | Parada                                   | Común con                                        | Conexión con Metro | Municipio        | Zona |
| ------ | ---------------------------------------- | ------------------------------------------------ | ------------------ | ---------------- | ---- |
| 17480  | Intercambiador de Moncloa (Dársena 26)   |                                                  | Moncloa            | Madrid           |      |
| 06516  | Av. Juan Carlos I - Zoco                 | 660 664 672 672A 673 681 682 683 684 685 688 691 |                    | Collado Villalba |      |
| 06523  | Ctra. Moralzarzal - Piedrahita           | 672 672A 720 1 4                                 |                    | Collado Villalba |      |
| 06370  | Ctra. Moralzarzal - El Roble             | 672 672A 720 876 1 4                             |                    | Collado Villalba |      |
| 06524  | Libertad - Villa Carlota                 | 672 672A 876 1 4 6                               |                    | Collado Villalba |      |
| 12560  | Doctor José María Poveda - El Raso       | 672 672A 876 1 4 6                               |                    | Collado Villalba |      |
| 06373  | Doctor José María Poveda - Urb. La Cerca | 672 672A 876 1 4 6                               |                    | Collado Villalba |      |
| 19346  | Prado Manzano - Urb. Peñanevada I        | 672 672A 876                                     |                    | Collado Villalba |      |
| 09310  | Ctra. M-608 - Los Linarejos              | 670 672 672A 720 876                             |                    | Collado Villalba |      |
| 10234  | Ctra. M-608 - Los Chopos                 | 670 672 672A 720 876                             |                    | Moralzarzal      |      |
| 10235  | Ctra. M-608 - Redondillo                 | 670 672 672A 720 876                             |                    | Moralzarzal      |      |
| 12512  | Estación de Autobuses de Moralzarzal     | 670 672 672A 876                                 |                    | Moralzarzal      |      |

### Sentido Madrid
NOTA: Las expediciones que circulan por el carril BUS-VAO de la A-6 no realizan las paradas sombreadas en azul.
| Código                                                                                         | Parada                                   | Común con                                        | Conexión con Metro | Municipio        | Zona |
| ---------------------------------------------------------------------------------------------- | ---------------------------------------- | ------------------------------------------------ | ------------------ | ---------------- | ---- |
| 12512                                                                                          | Estación de Autobuses de Moralzarzal     | 670 672 672A 876                                 |                    | Moralzarzal      |      |
| 09308                                                                                          | Ctra. M-608 - Redondillo                 | 670 672 672A 720 876                             |                    | Moralzarzal      |      |
| 09309                                                                                          | Ctra. M-608 - Los Chopos                 | 670 672 672A 720 876                             |                    | Moralzarzal      |      |
| 10230                                                                                          | Ctra. M-608 - Los Linarejos              | 670 672 672A 720 876                             |                    | Collado Villalba |      |
| Las expediciones que atraviesan el pueblo de Collado Villalba realizan las siguientes paradas: |                                          |                                                  |                    |                  |      |
| 19345                                                                                          | Prado Manzano - Urb. Peñanevada II       | 672 672A 876                                     |                    | Collado Villalba |      |
| 06398                                                                                          | Doctor José María Poveda - Urb. La Cerca | 672 672A 876 4                                   |                    | Collado Villalba |      |
| 06372                                                                                          | Doctor José María Poveda - El Raso       | 672 672A 876 4                                   |                    | Collado Villalba |      |
| 06371                                                                                          | Libertad - Villa Carlota                 | 672 672A 876 4                                   |                    | Collado Villalba |      |
| La expedición que NO atraviesa el pueblo de Collado Villalba realiza la siguiente parada:      |                                          |                                                  |                    |                  |      |
| 06380                                                                                          | Ctra. Moralzarzal - Col. Virgen Enebros  | 672 672A 720 1 2 3 4 6                           |                    | Collado Villalba |      |
| Paradas del itinerario común                                                                   |                                          |                                                  |                    |                  |      |
| 06381                                                                                          | Ctra. Moralzarzal - El Roble             | 672 672A 720 876 1 2 3 4 6                       |                    | Collado Villalba |      |
| 06516                                                                                          | Av. Juan Carlos I - Zoco                 | 660 664 672 672A 673 681 682 683 684 685 688 691 |                    | Collado Villalba |      |
| 23                                                                                             | Estadística - Geografía e Historia       | Autobuses interurbanos del Corredor 6            |                    | Madrid           |      |
| 1333                                                                                           | Escuela Agronómica                       | Autobuses interurbanos del Corredor 6            |                    | Madrid           |      |
| 17480                                                                                          | Intercambiador de Moncloa (Dársena 26)   |                                                  | Moncloa            | Madrid           |      |

## Galería de imágenes

Mapa de la distribución de dársenas del intercambiador de Moncloa con la distribución de cabeceras de las líneas de autobuses, entre las que aparece la línea 671.